# New Age Outlaws

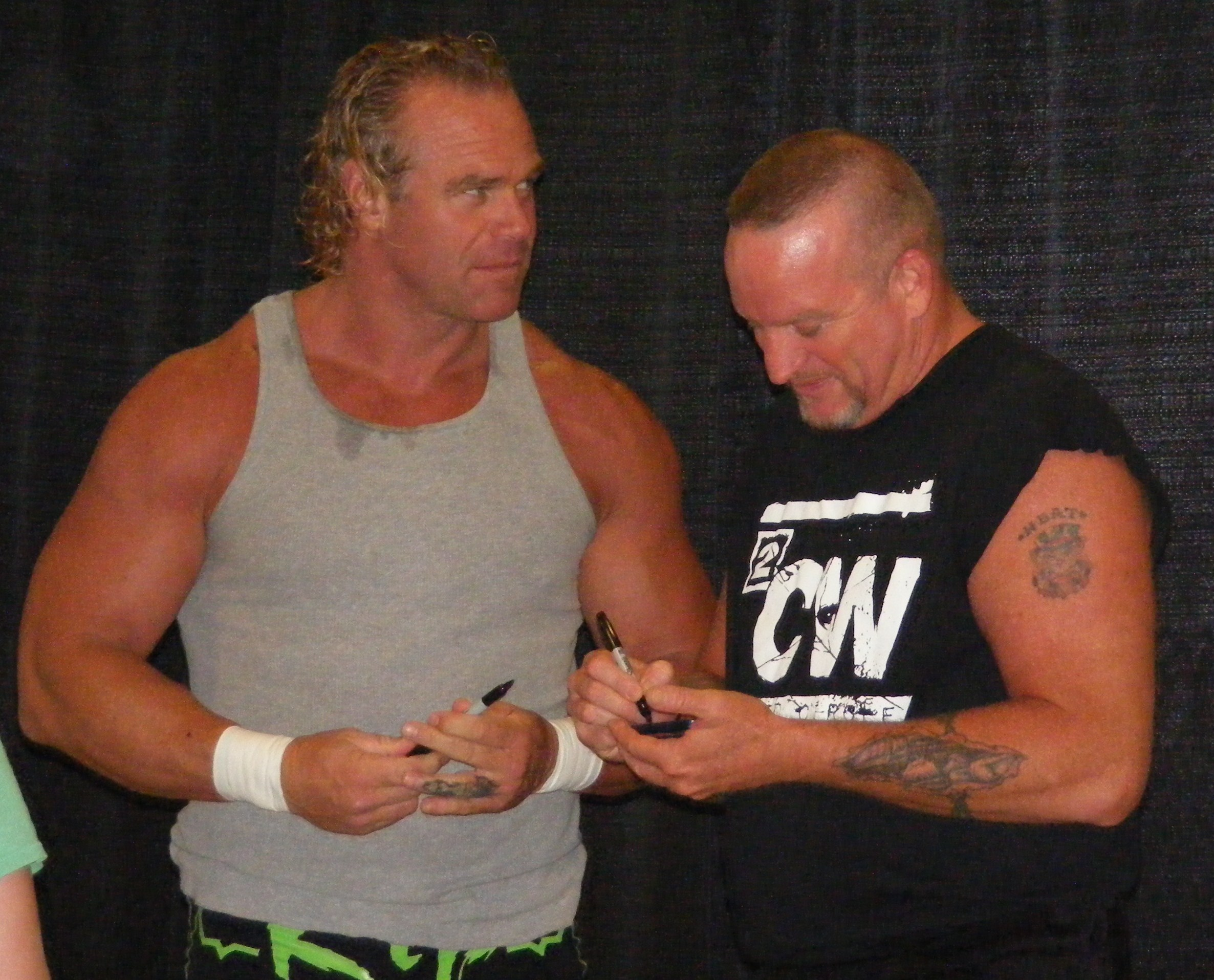
Die New Age Outlaws: Billy Gunn (links) und Road Dogg (rechts) im September 2011

Die New Age Outlaws (engl. für: „Die Gesetzlosen der neuen Zeit“) sind ein Tag Team der World Wrestling Federation (heute WWE), das seinen größten Bekanntheitsgrad während der so genannten Attitude-Ära erlangte. Es besteht aus „Bad Ass“ Billy Gunn und dem „Road Dogg“ Jesse James.

## Anfänge und Zeit in der WWF
Die New Age Outlaws wurden im Jahr 1997 bei einer Ausgabe von Shotgun Saturday Night gebildet, als die zuvor verfehdeten James und Gunn – damals noch unter den Namen The Real Double J und Rock-A-Billy den Zwist beilegten und sich zusammenschlossen. Ihren ersten gemeinsamen Titel durften sie am 24. November 1997 von der Legion of Doom gewinnen und bis zur folgenden Wrestlemania halten. Dort verloren sie diese an Mankind und Chainsaw Charlie, holten sie sich aber einen Abend später in einem Stahlkäfig-Match zurück. Bei dieser Gelegenheit schlossen sie sich dann auch der Degeneration-X an.
Nach einem Titelverlust 1998 an Kane und Mankind durften die Outlaws beim SummerSlam erneut die Titel erringen. Im Dezember 1998 gaben sie die Tag Team-Titel an den Big Bossman und Ken Shamrock ab und erhielten vermehrt Einzel-Matches und -Titel. Nach einem Sieg gegen Owen Hart und Jeff Jarrett bei In your House April 1999 folgte dann die Trennung, gefolgt von einer Fehde der beiden untereinander.
Gegen Ende 1999 wurde die zwischenzeitlich aufgelöste D-Generation X durch Triple H als Heel-Stable wieder ins Leben gerufen und im Zuge dessen auch die New Age Outlaws wieder vereint. Am 23. September 1999 erhielten sie die Tag Team-Titel von The Rock und Mankind, verloren diese an Selbige aber nach drei Wochen wieder. Einen Monat später holten sie sich die Titel zurück, diesmal von Mankind und Al Snow. Nach Titelverteidigungen bei Armageddon und dem Royal Rumble 2000 mussten sie ihre Gürtel bei No Way Out an die Dudley Boyz verlieren. Ein Grund dafür war eine schwere Schulterverletzung Billy Gunns, die diesen zu einer mehrmonatigen Verletzungspause zwang. Das Tag Team wurde infolgedessen aufgelöst.

## Wechsel zu TNA
Bei Total Nonstop Action Wrestling fanden James und Gunn – hier nun unter den Namen B.G. James und Kip James im Januar 2006 als „The James Gang“  wieder zusammen. Es folgten einige Fehdenprogramme, unter anderem gegen die ebenfalls zu TNA gewechselten Dudley Boyz, die unter dem Namen „Team 3D“ agierten.
Am 26. Februar 2006 nahmen Road Dogg und Billy Gunn an der Veranstaltung MCW Resurrection teil, wo sie in einem Three Way Match The Holy Rollers und The Slackers besiegen und die MCW Tag Team-Titel gewinnen durften.
Ab dem 16. November wurde die James Gang im Zuge einer Storyline gegen die WWE und insbesondere Vince McMahon in „Voodoo Kin Mafia“, kurz VKM, umbenannt, eine Anspielung auf McMahons vollen Namen Vincent Kennedy McMahon. Im Zuge dieser Storyline erschienen VKM am 1. Dezember in Begleitung Vince Russos und eines Kamerateams vor dem Knoxville Civic Center, in dem zu dieser Zeit eine House Show der WWE produziert wurde. Dort unterhielten sie sich mit Fans, verkauften Tickets und sahen sich schließlich den Hauptkampf des Abends von den oberen Rängen der Halle aus an. Im Verlauf dieser Storyline sprach die Voodoo Kin Mafia eine „Million Dollar Challenge“ an die Degeneration-X aus, um ein Match zwischen beiden Gruppen auf neutralem Boden zu organisieren. Dieses Ansinnen wurde allerdings seitens der WWE gänzlich ignoriert.
Am 21. Februar 2008 wurde die VKM schließlich während eines Titelmatches gegen AJ Styles und Tomko aufgelöst, indem Kip James seinen Partner attackierte. Laut Vince Russo, der damals als Schreiber für TNA arbeitete, wurde das Team aus Respekt vor Triple H, der zu dieser Zeit verletzt war, aufgelöst.

## Rückkehr zur WWE
Am 23. Juli 2012 kehrten die New Age Outlaws gemeinsam mit Triple H, Shawn Michaels und X-Pac unter dem Motto „One Night Only“ als Degeneration in die WWE zurück. Dies geschah im Rahmen der RAW 1000-Jubiläumssendung. Es folgte ein Auftritt als Präsentatoren des Slammy Award für Jerry Lawler, bevor die WWE sie während ihrer House Shows in ein Fehdenprogramm gegen die Rhodes Scholars (Cody Rhodes und Damien Sandow) einband.
Am 6. Januar 2014 erschienen sie an der Seite von CM Punk bei dessen Match gegen Roman Reigns. In derselben Woche teamten sie mit ihm gegen The Shield, verloren dieses Match jedoch. Bei der darauf folgenden RAW-Sendung sollten sie wieder gegen The Shield antreten, ließen Punk aber im Stich. Es folgte eine Fehde gegen Cody Rhodes und Goldust, während der die Outlaws in der Kickoff-Show vor dem Royal Rumble die Tag Team-Titel von diesen gewinnen durften.
Am 3. März 2014 verloren sie den Tag Team Titel an die Usos.

## Stil
Markenzeichen der Outlaws sind die oft recht skurrilen Outfits (Hutkrempen, Kopftücher), provozierende Sprüche, Catchphrasen, die schnell zu Schlagwörtern wurden, provokante Aktionen wie z. B. entblößte Hintern oder eindeutige Gesten.

## Titel und Errungenschaften
- MCW Tag Team Championship (1×)[6]
- World Tag Team Championship (WWE) (5×)[9]
- WWE Raw Tag Team Championship (1×)[9]